# Organización de Jóvenes Pioneros Ho Chi Minh
La Organización de Jóvenes Pioneros Ho Chi Minh (en vietnamita: Đội Thiếu niên Tiền phong Hồ Chí Minh) es una organización infantil y juvenil comunista que existe en Vietnam, y debe su nombre al anterior presidente de Vietnam del Norte, el camarada Hồ Chí Minh. La organización de pioneros funciona como una parte constituyente del Partido Comunista de Vietnam, y tenía aproximadamente 12 millones de miembros en el año 2009. La organización fue fundada por el partido comunista de Vietnam en el mes de mayo de 1941 en la comuna de Truong, en el distrito de Ha Quang, en la provincia de Cao Bang. La organización es instruida y guiada por la Unión de Jóvenes Comunistas Ho Chi Minh.
Para formar parte del Partido Comunista de Vietnam, hay que haber formado parte previamente de la Unión de Jóvenes Comunistas, para ser miembro de las juventudes comunistas, hay que haber formado parte previamente del movimiento de los jóvenes pioneros. El lema de los pioneros vietnamitas es: "Siempre preparados", en (vietnamita: Luôn sẵn sàng).

## Historia
La Organización de Jóvenes Pioneros de Ho Chi Minh fue fundada por el Partido Comunista de Vietnam el 15 de mayo de 1941 en Na Ma, comuna de Truong Ha, Distrito de Hà Quảng, Provincia de Cao Bằng. La organización es instruida y guiada por la Unión de Jóvenes Comunistas Ho Chi Minh.  Se requiere tener membresía previa en la Organización de la Juventud Comunista para unirse al Partido Comunista de Vietnam, y ser un Joven Pionero es un requisito previo para unirse a la Organización de la Juventud.
Su lema es: Vì tổ quốc xã hội chủ nghĩa, vì lý tưởng của Bác Hồ vĩ đại: Sẵn sàng! (Por la patria socialista, por los ideales del gran Tío Hồ: ¡Prepárense!).